# František Dörfl
František Dörfl (23. března 1934, Černá v Pošumaví – 27. prosince 2017, Jihlava) byl český malíř a grafik. Byl členem výtvarné skupiny Vysočina (jinak též Sdružení výtvarných umělců Vysočiny), klubu Konkrétistů a TT klubu výtvarných umělců. Podnikl studijní cesty do Itálie, Německa, Francie a Nizozemska.

## Biografie
František Dörfl se narodil v roce 1943 v Černé v Pošumaví, v roce 1953 maturoval na Střední průmyslové škole strojní v Jihlavě a přitom studoval soukromě malbu u Theodora Bechníka. V letech 1982, 1989 a 1991 obdržel Medaili za grafiku od milánské organizace Amici del Pomero.

## Dílo
Od roku 1953 do roku 1961 se věnoval figurativní tvorbě a mezi lety 1962 a 1963 postupně přecházel na svébytný způsob tvorby, často užíval dripping nebo doplnění asamblážovým objektem. Od roku 1967 pak používal konstruktivní orientaci a tvořil reliéfy z barevných destiček perforovaného plechu či dřeva. Postupně v sedmdesátých letech přestal používat konstruktivní orientaci a začal tvořit malby s organickými tvary ve volně malovaných bodech. Tvořil také monotypy tvořené otisky geometrických útvarů a kresby s postupným skládáním geometrickým tvarů. Měl celkem 35 společných výstav a mnoho samostatných.

### Samostatné výstavy
- 1967 Brno, národní podnik Kniha
- 1967 OGV Jihlava
- 1970 Jihlava, Horácké divadlo
- 1971 Jihlava, Horácké divadlo
- 1975 Jihlava, Horácké divadlo
- 1980 Jihlava, Horácké divadlo, s Jindřichem Boškou
- 1984 Jihlava, Horácké divadlo
- 1988 Jihlava, Horácké divadlo
- 1990 Jihlava, Horácké divadlo s Jindřichem Boškou
- 1991 Jihlava, Horácké divadlo, s Jindřichem Boškou
- 1992 Staré Hrady u Libáně – zámek Staré Hrady
- 1993 Třebíč, Malovaný dům
- 1993 Brtnice, Hoffmanův dům
- 1994 Jihlava, OGV
- 1994 Znojmo, Jihomoravské divadlo
- 1994 Brno, Dům umění města Brna
- 1994 Jihlava, Hypo-bank
- 1995 Humpolec, Muzeum A. Hrdličky
- 1996 Jihlava, Hypo-bank
- 1996 Havlíčkův Brod, GVU
- 1997 Velké Meziřičí, Galerie Jupiter club
- 1998 Olomouc, Galerie Caesar
- 1999 Kuks, Galerie F. A. Sporcka
- 2002 Hradec Králové, GMU
- 2005 Nové Město na Moravě, Horácká galerie
- 2007 Žďár nad Sázavou, Stará radnice
- 2007 Soběhrdy, evangelický kostel[4]
- 2008 Prostějov, Špalíček, s Pavlem Tomanem

### Zahraniční výstavy
- 1968 – 1975 Barcelona, Španělsko – každý rok (mimo let 1976, 1981, 1982)
- 1971 Frankfurt nad Mohanem, Německo
- 1977, 1978, 1981, 1982, 1984, 1990, 1991 Milán, Itálie
- 1987 Kronberg, Německo
- 1990 Riga, Litva
- 1990 Krefeld, Německo
- 1993 Maastricht, Holandsko
- 1994 New York, USA
- 1999 Bratislava, SR

### Realizace
- mozaika na ZŠ v Jihlavě

### Zastoupení ve sbírkách
- OGV Jihlava
- Galerie moderního umění Hradec Králové
- Ministerstvo kultury ČR
- Galerie La Viscontea, Milán, Itálie